# Kneazivka, Putîvl
Kneazivka (în ucraineană Князівка) este localitatea de reședință a comunei Kneazivka din raionul Putîvl, regiunea Sumî, Ucraina.

## Demografie
Componența lingvistică a localității Kneazivka
     Rusă (58,8%)
     Ucraineană (41,2%)
Conform recensământului din 2001, majoritatea populației localității Kneazivka era vorbitoare de rusă (58,8%), existând în minoritate și vorbitori de ucraineană (41,2%).